# Губернатор Пензенской области
Губерна́тор Пе́нзенской о́бласти — высшее должностное лицо Пензенской области.

## Избрание
Порядок избрания и вступления в должность губернатора Пензенской определяет федеральный закон, Устав Пензенской области и закон о выборах губернатора.
Впервые выборы губернатора (главы администрации) Пензенской области состоялись в апреле 1993 года, затем проводились в апреле 1998 года, в апреле 2002 года. В декабре 2004 года прямые выборы губернаторов были отменены, вместо этого губернаторы назначались президентом через региональный парламент. Так в мае 2005 и в апреле 2010 года губернатор Пензенской области был выбран президентом России и утверждён в должности заксобранием. В 2012 года прямые выборы глав регионов были возвращены, но с условием прохождения кандидатов через муниципальный фильтр. По таким правилам выборы губернатора Пензенской области проводились в сентябре 2015 года и сентябре 2020 года.

## Список
| №    | Губернатор           | Губернатор | Партийность     | Срок полномочий                                      | Основание вступления в должность                                                                                 |
| ---- | -------------------- | --- | --------------- | ---------------------------------------------------- | --- |
| 1    | Александр Кондратьев | | беспартийный    | 24 октября 1991 — 12 апреля 1993 (проиграл выборы)   | 24 октября 1991 назначен президентом РСФСР Борисом Ельциным                                                      |
| 2    | Анатолий Ковлягин    | | беспартийный    | 12 апреля 1993 — 18 апреля 1998 (проиграл выборы)    | 11 апреля 1993 избран на выборах, победил в 1 туре (71 % голосов)                                                |
| 3    | Василий Бочкарёв     | | «Единая Россия» | 18 апреля 1998 — 25 мая 2015 (истечение срока)       | 1-й срок. 12 апреля 1998 избран на выборах (60 % голосов)                                                        |
| 3    | Василий Бочкарёв     | 2-й срок. 14 апреля 2002 избран на выборах, (45,45 % голосов; второй тур не предполагался) | «Единая Россия» | 18 апреля 1998 — 25 мая 2015 (истечение срока)       | |
| 3    | Василий Бочкарёв     | 3-й срок. наделён полномочиями по представлению президента РФ Владимира Путина от 11 мая 2005, 14 мая 2005 года утверждён в должности депутатами заксобрания Пензенской области (за — 42, против — 1). 26 мая 2005 вступил в должность.        | «Единая Россия» | 18 апреля 1998 — 25 мая 2015 (истечение срока)       | |
| 3    | Василий Бочкарёв     | 4-й срок. наделён полномочиями по представлению президента РФ Дмитрия Медведева от 21 апреля 2010, 29 апреля 2010 года утверждён в должности депутатами заксобрания Пензенской области (за — 21, против — 2). 26 мая 2010 вступил в должность. | «Единая Россия» | 18 апреля 1998 — 25 мая 2015 (истечение срока)       | |
| 4    | Иван Белозерцев      | | «Единая Россия» | 25 мая 2015 — 23 марта 2021 (досрочное освобождение) | 25 мая 2015 назначен президентом РФ Владимиром Путиным врио губернатора до вступления избранного губернатора     |
| 4    | Иван Белозерцев      | 1-й срок. 13 сентября 2015 избран на выборах (86 % голосов). 21 сентября 2015 вступил в должность. | «Единая Россия» | 25 мая 2015 — 23 марта 2021 (досрочное освобождение) | |
| 4    | Иван Белозерцев      | 2-й срок. 13 сентября 2020 избран на выборах (78,7 % голосов). 21 сентября 2020 вступил в должность. | «Единая Россия» | 25 мая 2015 — 23 марта 2021 (досрочное освобождение) | |
| врио | Николай Симонов      | | «Единая Россия» | 23—26 марта 2021                                     | Исполнял обязанности по должности до назначения президентом России временно исполняющего обязанности губернатора |
| 5    | Олег Мельниченко     | | «Единая Россия» | 26 марта 2021—н. в.                                  | 26 марта 2021 назначен президентом РФ Владимиром Путиным врио губернатора до вступления избранного губернатора.  |
| 5    | Олег Мельниченко     | 19 сентября 2021 избран на выборах (72,38 %,голосов). 28 сентября 2021 вступил в должность. | «Единая Россия» | 26 марта 2021—н. в.                                  | |